# Ласицька сільська рада
Ласицька сільська́ ра́да (біл. Ласіцкі сельсавет) — адміністративно-територіальна одиниця у складі Пінського району Берестейської області Білорусі. Адміністративний центр — село Ласицьк.

## Склад
Населені пункти, що підпорядковувалися сільській раді станом на 2009 рік:
| Населений пункт | Тип  | Населення, осіб (2009) |
| --------------- | ---- | ---------------------- |
| Борки           | село | 44                     |
| Вешня           | село | 57                     |
| Жолкино         | село | 112                    |
| Ладорож         | село | 203                    |
| Ласицьк         | село | 601                    |
| Остров          | село | 74                     |
| Паре            | село | 158                    |
| Трушево         | село | 100                    |

## Населення
За переписом населення Білорусі 2009 року чисельність населення сільської ради становила 1349 осіб.

### Національність
Розподіл населення за рідною національністю за даними перепису 2009 року:
| Національність               | Осіб | Відсоток |
| ---------------------------- | ---- | -------- |
| білоруси                     | 1251 | 92,74 %  |
| українці                     | 78   | 5,78 %   |
| росіяни                      | 16   | 1,19 %   |
| німці                        | 1    | 0,07 %   |
| башкири                      | 1    | 0,07 %   |
| дві та більше національності | 1    | 0,07 %   |
| національність не вказана    | 1    | 0,07 %   |
| Разом                        | 1349 | 100 %    |